# Aaron Copland

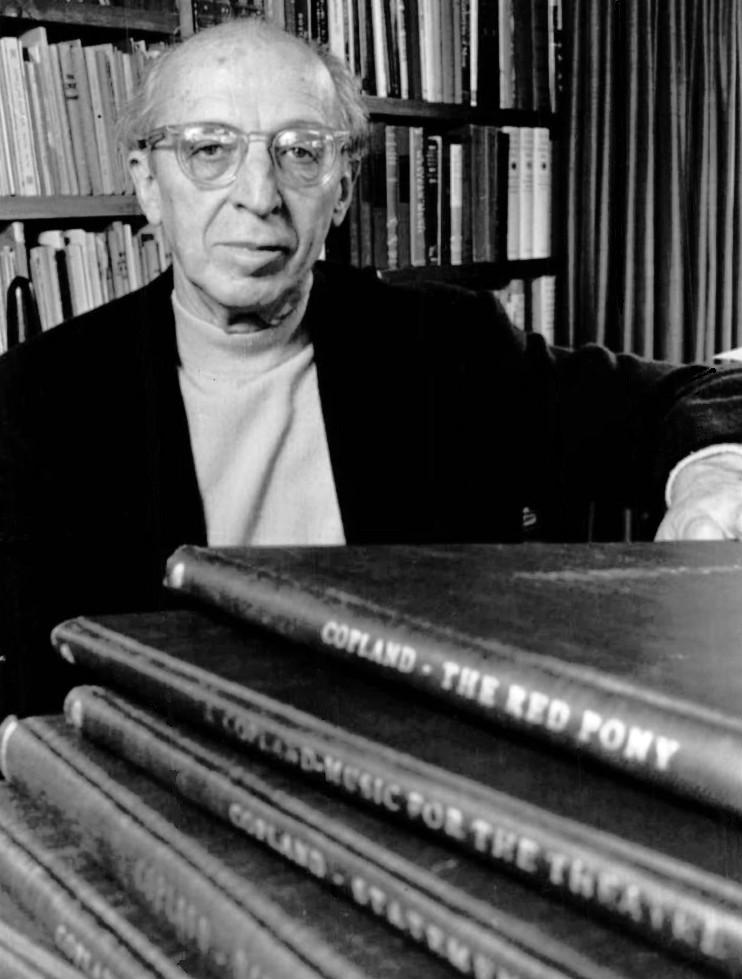
Aaron Copland în 1970

Aaron Copland (/ˌærən ˈkoʊplənd/; n. 14 noiembrie 1900, New York City, New York, SUA – d. 2 decembrie 1990, North Tarrytown⁠(d), Westchester County, New York, SUA) a fost un compozitor, scriitor și dirijor (mai spre sfârșitul carierei) american de origine ruso-evreiască. Opera sa a fost influențată de impresionism, și în special de Igor Stravinski. Printre premiile primite se numără Premiul Pulitzer pentru muzică în 1945 și Premiul Oscar pentru cea mai bună coloană sonoră în 1949.
Născut într-o familie de emigranți evrei de origine rusă, a studiat compoziția la Paris cu N. Boulanger.